# Małaja Wiszera (stacja kolejowa)
Małaja Wiszera (ros. Малая Вишера) – stacja kolejowa w miejscowości Małaja Wiszera, w rejonie małowiszerskim, w obwodzie nowogrodzkim, w Rosji. Położona jest na linii Petersburg – Moskwa.
Jest to najdalsza stacja na linii, do której dojeżdżają pociągi podmiejskie z Petersburga.

## Historia
Stacja powstała w XIX w. na Kolei Mikołajewskiej, pomiędzy stacjami Griady i Burga. Stacja powstała wśród lasów, z dala od terenów zamieszkałych. W późniejszych latach wokół niej powstało miasto Małaja Wiszera.

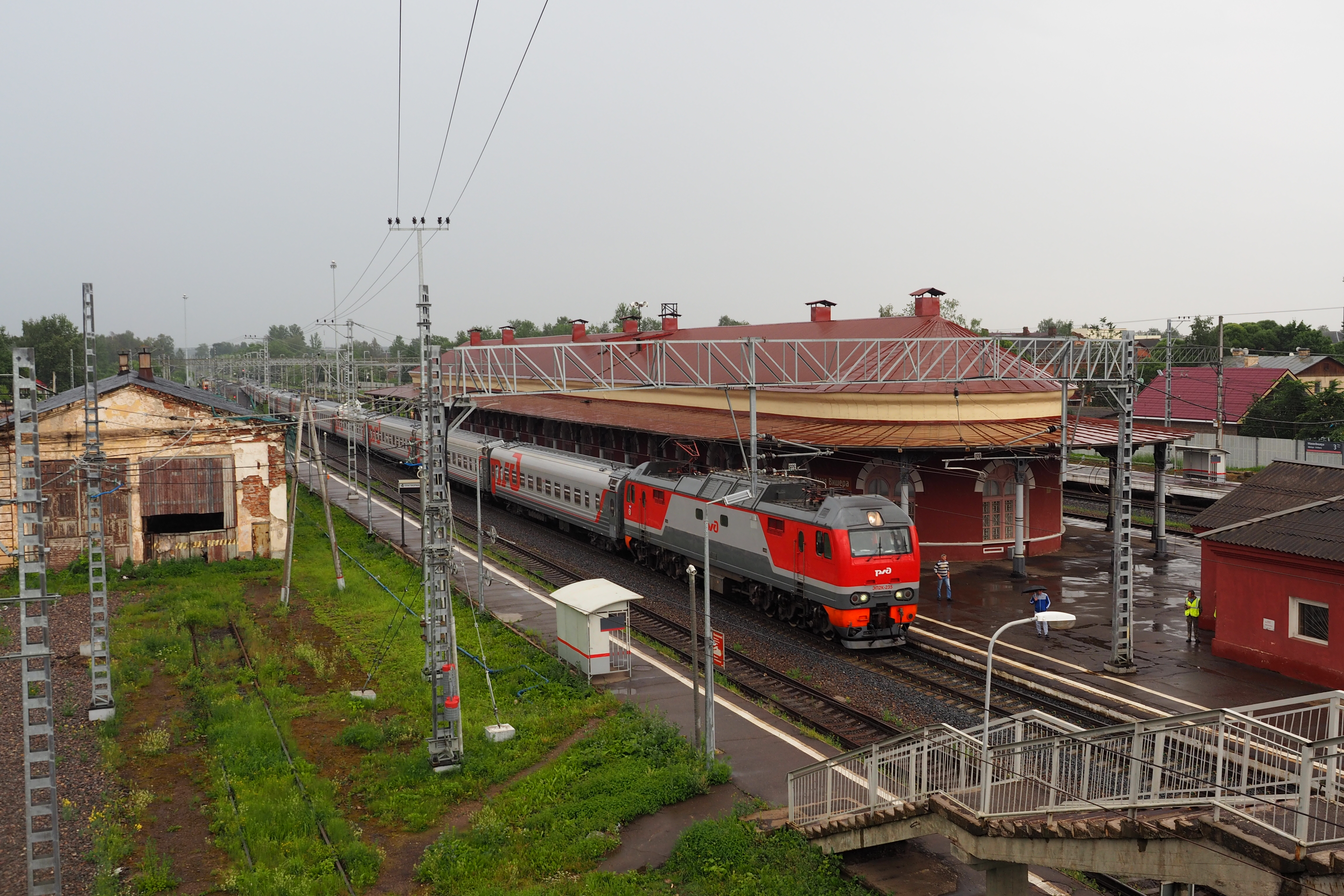
widok w stronę Moskwy
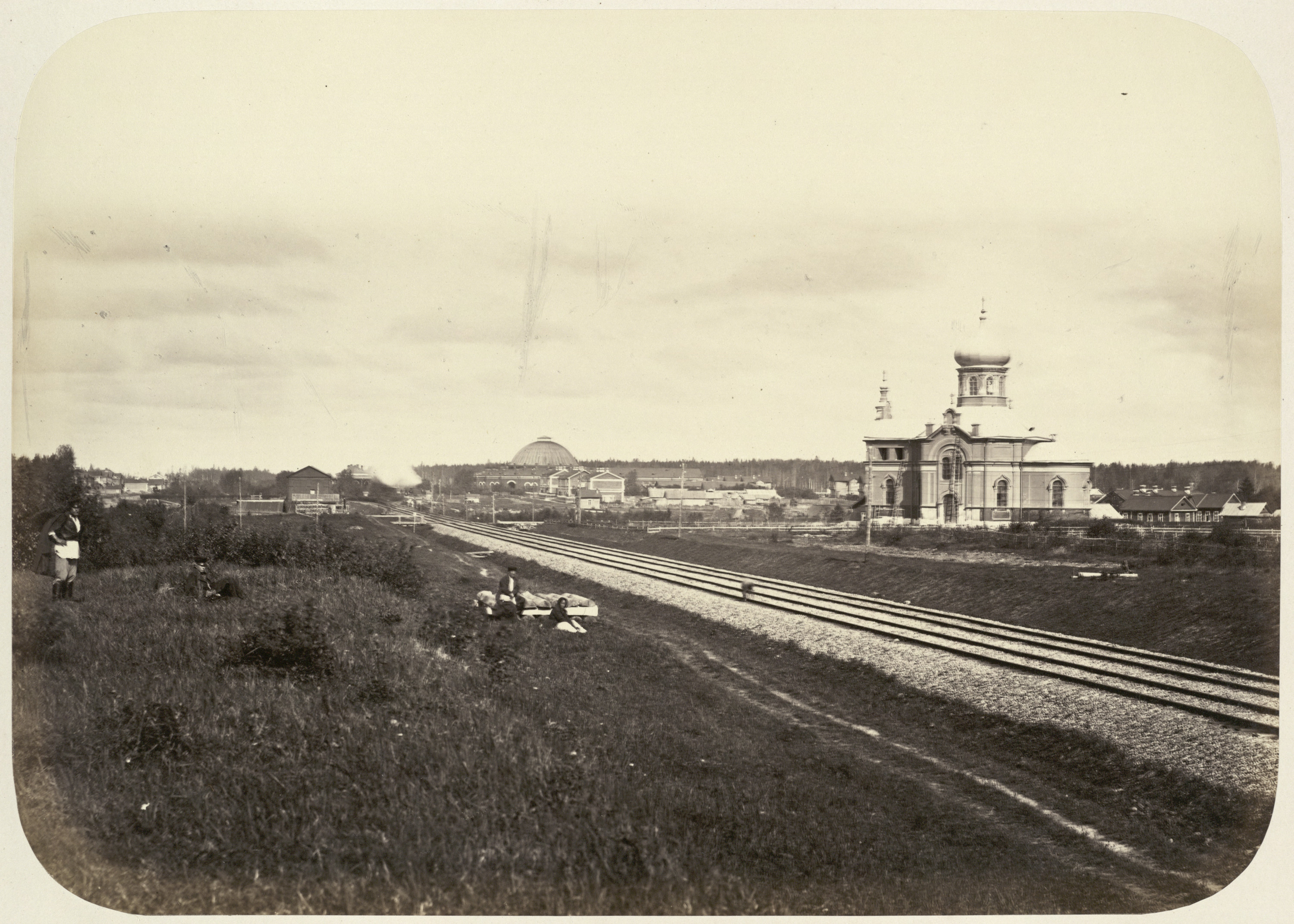
stacja w latach 60. XIX w.

## Stacja w kulturze
Stacja jest wspomniana w Zbrodni i karze Fiodora Dostojewskiego. Tu Arkadiusz Swidrygajłow widział ducha swojej zmarłej żony Marfy Pietrownej, o czym opowiedział Rodionowi Raskolnikowi.

Swidrygajłow dziwnie jakoś popatrzył na niego.

— Marfa Pietrowna raczy mnie nawiedzać — powiedział, wykrzywiając usta w dziwnym uśmiechu.

— Co to znaczy: „raczy nawiedzać"?

— Przychodziła już trzy razy. Pierwszy raz zobaczyłem ją w dniu pogrzebu, w godzinę po powrocie z cmentarza. W przeddzień mego wyjazdu stamtąd. Drugi raz — onegdaj, w podróży, o świcie, na stacji Mała Wiszera. A trzeci raz — przed dwiema godzinami w pokoju, w którym mieszkam, byłem w pokoju sam.